# Shawn Harrison
Shawn Harrison (ur. 28 grudnia 1973) – amerykański aktor.
Grał w serialach: Ja w kapeli, Legion of Super Heroes, Girlfriends, Moesha i Family Matters.
Zadebiutował w 1987.